# Neohauerina
Neohauerina es un género de foraminífero bentónico considerado un sinónimo posterior de Parahauerina de la subfamilia Miliolinellinae, de la familia Hauerinidae, de la superfamilia Milioloidea, del suborden Miliolina y del orden Miliolida. Su especie tipo era Neohauerina socorroensis. Su rango cronoestratigráfico abarcaba el Holoceno.

## Clasificación
Neohauerina incluía a las siguientes especies:
- Neohauerina elongata
- Neohauerina lemniscata
  - Neohauerina lemniscata
- Neohauerina philippinensis
- Neohauerina socorroensis